# Małgorzata Sobczak
Małgorzata Sobczak (ur. 12 listopada 1970) – polska lekkoatletka, specjalizująca się w skoku w dal i trójskoku, halowa mistrzyni Polski.

## Kariera sportowa
Była zawodniczką Bałtyku Gdynia.
Na mistrzostwach Polski seniorek na otwartym stadionie zdobyła cztery medale: srebrny w trójskoku w 1990, srebrny w skoku w dal w 1994 i dwa brązowe w trójskoku (1993 i 1994). W halowych mistrzostwach Polski seniorek wywalczyła trzy medale w skoku w dal: złoty w 1992, srebrne w 1990 i 1993. 
Rekord życiowy w skoku w dal: 6,37 (10.07.1993), w trójskoku: 13,24 (25.07.1993)